# 純文学
純文学（じゅんぶんがく）は、大衆小説に対して「娯楽性」よりも「芸術性」に重きを置いている小説を総称する、日本文学における用語。

## 日本の純文学
日本の近代文学の始まりを告げた作品は、二葉亭四迷の『浮雲』（1887年 - 1889年）といわれる。言文一致による文体、近代人の苦悩を描いたテーマは、近代文学の体裁を整えたものであったが、二葉亭自身はその出来に満足せず、その後20年近く小説執筆から離れている。
日本の文学用語としての純文学は、明治時代（1868年 - 1912年）の作家北村透谷の評論『人生に相渉るとは何の謂ぞ』（『文学界』二号・1893年2月28日）において、「学問のための文章でなく美的形成に重点を置いた文学作品」として定義された。この時代の「純文学」という用語は、現在の「文学」という用語とほぼ同義であった。
日本における純文学が確立した明治時代後期には、現実の負の面を捉えた島崎藤村、田山花袋、徳田秋声らの自然主義文学が文壇を席巻する。田山の『蒲団』（1907年）以降、日本の純文学の主流は、自分の周辺のことを書き連ねる私小説となったといわれる。一方、自然主義文学の先陣を切ったといわれる島崎の『破戒』（1906年）は部落問題を扱っており、長塚節の『土』（1912年）は農民の貧困を克明に描いたもので、日本の社会派小説の先駆けとも評価される。こういった社会問題への意識は後の白樺派の人道主義と一面では通底するものでもあり、プロレタリア文学へとつながっていくことにもなる。
明治末から大正（1912年 - 1926年）にかけては、自然主義の暗さに反発して人道主義的理想主義を掲げた、武者小路実篤、志賀直哉、有島武郎ら白樺派が登場する。志賀直哉が『城の崎にて』（1917年）を初めとする短篇小説で示した、作為を排した写生文は、後の私小説の規範とされた。なお、明治後期から大正期には、反自然主義と目された高踏派の森鷗外や、余裕派の夏目漱石が、物語性に富んだ傑作を残し、鴎外・漱石の両名の作品は、後に日本文学の規範と見なされるようになった。
反自然主義のもう一つの流れとして、耽美派の永井荷風や谷崎潤一郎らがおり（ただし永井は初期には自然主義作家と目されていた）、彼らは江戸文芸や大正モダニズムに取材した豊かな物語性を持つ作品を多く手がけた。谷崎の陰影に富んだ文体は、森鴎外に代表される簡勁な表現と対極的ではあるが、鴎外と並んで魅力的な日本語の文章のひとつの極致であるともいわれる。
大正末期から昭和（1926年 - 1989年）の初めにかけては、新現実主義と称された芥川龍之介が、『文芸的な、余りに文芸的な』（『改造』1927年4～8月）において、「“筋の面白さ”は、小説の芸術的価値とは関係しない」と主張し、「筋の面白さこそが、小説という形式の特権である」とする谷崎潤一郎と対立する。この頃から、大衆小説が広く読まれるようになった。芸術性重視の作家たちは、大衆小説との差別化を図るために、自らを純文学と定義するようになった。こうして、現在の意味と同じ「純文学」という用語が定着した。
昭和初期には、川端康成、横光利一ら新感覚派が一世を風靡し、その後の日本語の文体に大きな影響を与えた。横光はアンドレ・ジッドを初めとする海外文学への感銘から、『純粋小説論』（『改造』1935年4月）を著し、純文学のリアリズムへの偏向を批判し、純文学のリアリズムと大衆小説の創造性の止揚である純粋小説の概念を説いた。
第二次世界大戦直後は、世相の混乱を背景に、太宰治、坂口安吾、石川淳らが無頼派の作家として脚光を浴び、野間宏、武田泰淳らが戦争体験を背景にした第一次戦後派作家として登場した。また、大岡昇平、堀田善衛らの第二次戦後派作家は、本格的なヨーロッパ風長編小説を指向し、従来の私小説伝統とは一線を画した文学を提唱した。
高度経済成長期には、戦後耽美派の三島由紀夫、カフカの不条理文学の影響を受けた安部公房、サルトルの実存主義の影響を受けた大江健三郎らの作家が活躍した。1956年に芥川賞を受賞した石原慎太郎の『太陽の季節』（1955年）は、賛否両論の話題を呼び、芥川賞が華々しい存在となるきっかけを作った。石原や三島はマスメディアに多く登場し、作家のタレント文化人化の先駆けとなった。また、安岡章太郎、吉行淳之介ら第三の新人は、私小説の伝統に連なる短篇小説作品を多く手がけ、私小説の再評価につながった。伊藤整は、『群像』1961年11月に「『純』文学は存在し得るか」を発表し、このことから純文学論争がはじまった。
概ね20世紀前半には、大衆小説と純文学を書く作家は棲み分けがなされていた。純文学出身ながら大衆文芸も積極的に執筆した谷崎潤一郎や永井荷風といった例は存在したものの、逆に大衆小説出身で純文学に進出した作家はほぼ皆無であった。しかし20世紀後半に入ってからは、多くの純文学作家がSF・推理小説・伝奇小説などのジャンル小説の手法を取り入れ、物語性を追求した作品を上梓する一方で、井上ひさし、筒井康隆らの大衆作家が積極的に純文学の手法を用いるなど、両者の区分は極めて曖昧になりつつある。
団塊の世代以降の主要な純文学作家としては、中上健次、津島佑子、村上春樹、村上龍、多和田葉子、小川洋子などを挙げることができる。
バブル崩壊後は従来の高コスト体質がやめられずビジネスとしては難しい時代になり、1990年代の純文学論争を契機に文学フリマなどの試みが行われている。

## 日本の主な純文学誌
- 新潮 （新潮社発行、1904年創刊）
- 文學界 （文藝春秋発行、1933年創刊）
- 群像 （講談社発行、1946年創刊）
- すばる （集英社発行、1970年創刊）
- 文藝 （河出書房新社発行、1933年創刊、季刊誌）

## 日本の主な公募の純文学新人賞
- 文學界新人賞（文藝春秋、1955年 - ）
- 群像新人文学賞（講談社、1958年 - ）
- 文藝賞（河出書房新社、1962年 - ）
- 新潮新人賞（新潮社、1969年 - ）
- すばる文学賞（集英社、1977年 - ）
- 太宰治賞（筑摩書房・三鷹市共同主催、1965年 - 1978年、1999年 - ）

## 日本の主な純文学賞
終了した文学賞と公募の新人賞は含まない。
- 芥川龍之介賞 （文芸誌・新聞に掲載された新人の短編・中編小説に）
- 野間文芸新人賞 （新人の小説に）
- 三島由紀夫賞 （新鋭の小説・評論・詩歌・戯曲などに）
- 芸術選奨文部科学大臣新人賞 （新人・中堅の小説・詩歌俳句・評論などに）
- 織田作之助賞 （新鋭・気鋭の作家による小説に）
- 泉鏡花文学賞 （キャリアを問わずロマンの薫り高い小説・戯曲などに）
- 川端康成文学賞（キャリアを問わず年間で最も優れた短篇小説に）
- 毎日出版文化賞 （キャリアを問わず優秀な出版物に）
- 大佛次郎賞 （キャリアを問わず質の高い散文に）
- 芸術選奨文部科学大臣賞 （中堅・ベテランの小説・詩歌俳句・評論などに）
- 谷崎潤一郎賞 （中堅・ベテランの時代を代表する小説・戯曲に）
- 読売文学賞 （中堅・ベテランの小説・戯曲・随筆・評論・詩歌俳句・翻訳などに）
- 野間文芸賞 （ベテラン・中堅の小説・評論に）
- 日本芸術院賞 （ベテランの小説家・劇作家・詩人・歌人・俳人・文芸評論家・翻訳家などの業績に）